# Campeonato Mundial de Patinaje Artístico sobre Hielo de 1948
El XXXIX Campeonato Mundial de Patinaje Artístico se realizó en Davos (Suiza) entre el 11 y el 15 de febrero de 1948 bajo la organización de la Unión Internacional de Patinaje sobre Hielo (ISU) y la Federación Suiza de Patinaje sobre Hielo. 

## Resultados

### Masculino
| Puesto | Nombre           | País           | Puntos |
| ------ | ---------------- | -------------- | ------ |
| Oro    | Richard Button   | Estados Unidos | 11     |
| Plata  | Hans Gerschwiler | Suiza          | 19     |
| Bronce | Ede Király       | Hungría        | 28     |

### Femenino
| Puesto | Nombre            | País           | Puntos |
| ------ | ----------------- | -------------- | ------ |
| Oro    | Barbara Ann Scott | Canadá         | 11     |
| Plata  | Eva Pawlik        | Austria        | 25     |
| Bronce | Jiřina Nekolová   | Checoslovaquia | 32     |

### Parejas
| Puesto | Nombre                                | País    | Puntos |
| ------ | ------------------------------------- | ------- | ------ |
| Oro    | Micheline Lannoy / Pierre Baugniet    | Bélgica | 13,5   |
| Plata  | Andrea Kekéssy / Ede Király           | Hungría | 24,5   |
| Bronce | Suzanne Morrow / Wallace Diestelmeyer | Canadá  | 26     |

## Medallero
| Núm. | País           | Oro | Plata | Bronce | Total |
| ---- | -------------- | --- | ----- | ------ | ----- |
| 1    | Canadá         | 1   | 0     | 1      | 2     |
| 2    | Bélgica        | 1   | 0     | 0      | 1     |
| 2    | Estados Unidos | 1   | 0     | 0      | 1     |
| 4    | Hungría        | 0   | 1     | 1      | 2     |
| 5    | Austria        | 0   | 1     | 0      | 1     |
| 5    | Suiza          | 0   | 1     | 0      | 1     |
| 7    | Checoslovaquia | 0   | 0     | 1      | 1     |
|      | TOTAL          | 3   | 3     | 3      | 9     |

| Predecesor: Suecia 1947 | Campeonato Mundial de Patinaje Artístico sobre Hielo 1948 | Sucesor: Francia 1949 |

- Datos: Q671364